# UCI ProSeries 2021
L'UCI ProSeries 2021 és la segona edició de l'UCI ProSeries Tour, el segon nivell de competicions dins l'ordre d'importància de les curses ciclistes masculines rere l'UCI World Tour. Aquesta divisió, gestionada per la Unió Ciclista Internacional, estava formada inicialment per 55 competicions organitzades entre l'11 de febrer i el 17 d'octubre de 2021 a Europa, Amèrica i Àsia.

## Curses
La pandèmia de COVID-19, que ja havia afectat la competició durant el 2020, va obligar a suspendre o posposar per a noves dates diverses curses, entre elles la Volta a San Juan, el Tour de Langkawi o la Volta a la Comunitat Valenciana.

## Evolució del calendari

### Febrer
| Data  | Cursa                       | País    | Cat.  | Vencedor        | Equip                 | Ref.  |
| ----- | --------------------------- | ------- | ----- | --------------- | --------------------- | ----- |
| 11-14 | Tour La Provence            | França  | 2.Pro | Iván Sosa       | Ineos Grenadiers      | [ 5 ] |
| 14    | Clàssica d'Almeria          | Espanya | 1.Pro | Giacomo Nizzolo | Team Qhubeka Assos    | [ 6 ] |
| 27    | Faun-Ardèche Classic        | França  | 1.Pro | David Gaudu     | Groupama-FDJ          | [ 7 ] |
| 28    | Royal Bernard Drôme Classic | França  | 1.Pro | Andrea Bagioli  | Deceuninck-Quick Step | [ 8 ] |
| 28    | Kuurne-Brussel·les-Kuurne   | Bèlgica | 1.Pro | Mads Pedersen   | Trek-Segafredo        | [ 9 ] |

### Març
| Data | Cursa                                                | País    | Cat.  | Vencedor          | Equip                 | Ref.   |
| ---- | ---------------------------------------------------- | ------- | ----- | ----------------- | --------------------- | ------ |
| 3    | Trofeu Laigueglia                                    | Itàlia  | 1.Pro | Bauke Mollema     | Trek-Segafredo        | [ 10 ] |
| 7    | Gran Premi de la Indústria i l'Artesanat de Larciano | Itàlia  | 1.Pro | Mauri Vansevenant | Deceuninck-Quick Step | [ 11 ] |
| 17   | Nokere Koerse                                        | Bèlgica | 1.Pro | Ludovic Robeet    | Bingoal-WB            | [ 12 ] |
| 19   | Bredene Koksijde Classic                             | Bèlgica | 1.Pro | Tim Merlier       | Alpecin-Fenix         | [ 13 ] |

### Abril
| Data  | Cursa                           | País    | Cat.  | Vencedor           | Equip             | Ref.   |
| ----- | ------------------------------- | ------- | ----- | ------------------ | ----------------- | ------ |
| 3     | Gran Premi Miguel Indurain      | Espanya | 1.Pro | Alejandro Valverde | Movistar Team     | [ 14 ] |
| 7     | Scheldeprijs                    | Bèlgica | 1.Pro | Jasper Philipsen   | Alpecin-Fenix     | [ 15 ] |
| 11-18 | Volta a Turquia                 | Turquia | 2.Pro | José Manuel Díaz   | Delko             | [ 16 ] |
| 14    | Fletxa Brabançona               | Bèlgica | 1.Pro | Tom Pidcock        | Ineos Grenadiers  | [ 17 ] |
| 14-18 | Volta a la Comunitat Valenciana | Espanya | 2.Pro | Stefan Küng        | Groupama-FDJ      | [ 19 ] |
| 19-23 | Tour dels Alps                  | França  | 2.Pro | Simon Yates        | Team BikeExchange | [ 20 ] |

### Maig
| Data  | Cursa                 | País     | Cat.  | Vencedor           | Equip         | Ref.   |
| ----- | --------------------- | -------- | ----- | ------------------ | ------------- | ------ |
| 5-9   | Volta a l'Algarve     | Portugal | 2.Pro | Alejandro Valverde | Movistar Team | [ 22 ] |
| 16    | Tro Bro Leon          | França   | 1.Pro | Connor Swift       | Arkéa-Samsic  | [ 23 ] |
| 18-22 | Volta a Andalusia     | Espanya  | 2.Pro | Miguel Ángel López | Movistar      | [ 25 ] |
| 27-30 | Boucles de la Mayenne | França   | 2.Pro | Arnaud Démare      | Groupama-FDJ  | [ 26 ] |

### Juny
| Data | Cursa                   | País      | Cat.  | Vencedor        | Equip                  | Ref.   |
| ---- | ----------------------- | --------- | ----- | --------------- | ---------------------- | ------ |
| 5    | Dwars door het Hageland | Bèlgica   | 1.Pro | Rasmus Tiller   | Uno-X Pro Cycling Team | [ 27 ] |
| 9-13 | Volta a Bèlgica         | Bèlgica   | 2.Pro | Remco Evenepoel | Deceuninck-Quick Step  | [ 28 ] |
| 9-13 | Volta a Eslovènia       | Eslovènia | 2.Pro | Tadej Pogačar   | UAE Team Emirates      | [ 29 ] |

### Juliol
| Data  | Cursa           | País    | Cat.  | Vencedor      | Equip          | Ref.   |
| ----- | --------------- | ------- | ----- | ------------- | -------------- | ------ |
| 20-24 | Tour de Valònia | Bèlgica | 2.Pro | Quinn Simmons | Trek-Segafredo | [ 30 ] |

### Agost
| Data  | Cursa                    | País      | Cat.  | Vencedor        | Equip                  | Ref.   |
| ----- | ------------------------ | --------- | ----- | --------------- | ---------------------- | ------ |
| 3-7   | Volta a Burgos           | Espanya   | 2.Pro | Mikel Landa     | Bahrain Victorious     | [ 31 ] |
| 5-8   | Arctic Race of Norway    | Noruega   | 2.Pro | Ben Hermans     | Israel Start-Up Nation | [ 32 ] |
| 10-14 | Volta a Dinamarca        | Dinamarca | 2.Pro | Remco Evenepoel | Deceuninck-Quick Step  | [ 33 ] |
| 19-22 | Volta a Noruega          | Noruega   | 2.Pro | Ethan Hayter    | Ineos Grenadiers       | [ 35 ] |
| 26-29 | Volta a Alemanya         | Alemanya  | 2.Pro | Nils Politt     | Bora-Hansgrohe         | [ 36 ] |
| 28    | Brussels Cycling Classic | Bèlgica   | 1.Pro | Remco Evenepoel | Deceuninck-Quick Step  | [ 37 ] |

### Setembre
| Data  | Cursa                    | País       | Cat.  | Vencedor           | Equip                 | Ref.   |
| ----- | ------------------------ | ---------- | ----- | ------------------ | --------------------- | ------ |
| 5-12  | Volta a la Gran Bretanya | Regne Unit | 2.Pro | Wout Van Aert      | Team Jumbo-Visma      | [ 38 ] |
| 12    | Gran Premi de Fourmies   | França     | 1.Pro | Elia Viviani       | Cofidis               | [ 39 ] |
| 14-18 | Volta a Luxemburg        | Luxemburg  | 2.Pro | João Almeida       | Deceuninck-Quick Step | [ 40 ] |
| 15    | Gran Premi de Valònia    | Bèlgica    | 1.Pro | Christophe Laporte | Cofidis               | [ 41 ] |
| 16    | Coppa Sabatini           | Itàlia     | 1.Pro | Michael Valgren    | EF Education-Nippo    | [ 42 ] |
| 18    | Primus Classic           | Bèlgica    | 1.Pro | Florian Sénéchal   | Deceuninck-Quick Step | [ 43 ] |
| 21    | Gran Premi de Denain     | França     | 1.Pro | Jasper Philipsen   | Alpecin-Fenix         | [ 44 ] |
| 29    | Eurométropole Tour       | Bèlgica    | 1.Pro | Fabio Jakobsen     | Deceuninck-Quick Step | [ 46 ] |

### Octubre
| Data | Cursa                       | País     | Cat.  | Vencedor             | Equip                    | Ref.   |
| ---- | --------------------------- | -------- | ----- | -------------------- | ------------------------ | ------ |
| 2    | Giro de l'Emília            | Itàlia   | 1.Pro | Primož Roglič        | Team Jumbo-Visma         | [ 47 ] |
| 3    | Sparkassen Münsterland Giro | Alemanya | 1.Pro | Mark Cavendish       | Deceuninck-Quick Step    | [ 48 ] |
| 4    | Coppa Bernocchi             | Itàlia   | 1.Pro | Remco Evenepoel      | Deceuninck-Quick Step    | [ 49 ] |
| 5    | Tre Valli Varesine          | Itàlia   | 1.Pro | Alessandro De Marchi | Israel Start-Up Nation   | [ 50 ] |
| 6    | Milà-Torí                   | Itàlia   | 1.Pro | Primož Roglič        | Team Jumbo-Visma         | [ 51 ] |
| 7    | Giro del Piemont            | Itàlia   | 1.Pro | Matthew Walls        | Bora-Hansgrohe           | [ 52 ] |
| 10   | París-Tours                 | França   | 1.Pro | Arnaud Démare        | Groupama-FDJ             | [ 53 ] |
| 16   | Gran Premi de Morbihan      | França   | 1.Pro | Arne Marit           | Sport Vlaanderen-Baloise | [ 55 ] |